# Heliactin bilophus
Heliactin bilophus là một loài chim trong họ Chim ruồi.
Đây là loài bản địa của phần lớn miền trung Brazil và một phần của Bolivia và Suriname. Loài này ưa những môi trường sống thoáng đãng như xavan, đồng cỏ và chúng có thể sinh sống trong môi trường nhân tạo như vườn. Gần đây, loài này đã mở rộng phạm vi phân bố tới miền nam bang Amazonas và Espírito Santo, gần như là do nạn phá rừng gây ra. Chúng là loài có kích cỡ nhỏ, có đuôi dài với mỏ màu đen và tương đối ngắn. Chúng có sự khác nhau về hình thái giữa hai giới tính, với chim trống có hai chùm lông màu đỏ sáng, vàng và xanh lục ở phía trên mắt. Chim trống cũng có mào màu xanh dương sáng và cổ họng màu đen. Còn chim mái thì có cổ họng màu nâu hoặc vàng da bò. Đây là loài duy nhất trong chi Heliactin.
Heliactin bilophus là loài du mục. Chúng dựa vào nhiều loại thực vật có hoa để lấy mật hoa. Nếu hình dạng của hoa không khớp với mỏ của chúng, chúng có thể cướp mật hoa thông qua một lỗ nhỏ ở gốc hoa. Loài chim này cũng ăn các loài côn trùng nhỏ. Chỉ có chim mái xây tổ, ấp trứng và nuôi con. Chim mái sẽ đẻ trứng vào một cái tổ hình cốc và ấp khoảng 13 ngày. Chim con trụi lông và có màu đen sau khi nở và có thể bay sau 20 đến 22 ngày. Loài này đã được báo cáo là có tập tính bảo vệ lãnh thổ và chống lại cả chim cùng loài và chim khác loài. Loài này hiện được phân loại là loài ít quan tâm bởi Liên minh Bảo tồn Thiên nhiên Quốc tế và số lượng loài của nó được cho là đang gia tăng.

## Mô tả
Heliactin bilophus là loài chim ruồi nhỏ và có đuôi dài. Chúng có chiều dài từ 9,5–11 cm (3,7–4,3 in) và nặng từ 1,8–2,8 g (0,06–0,10 oz). Lông bay của chúng có màu nâu đen, mỏ và chân của chúng có màu đen. Mỏ của chúng mỏng, thẳng, tương đối ngắn và có chiều dài 1,6 cm (0,63 in). Lông đuôi của chúng dài với bốn chiếc lông đuôi ở giữa dài hơn nhiều so với những chiếc bên ngoài. Hai chiếc lông đuôi ở giữa có màu vàng da bò (buff) ở đực và xanh lá cây ở cái và những chiếc lông đuôi còn lại chủ yếu có màu trắng.

## Phân loại

### Từ nguyên
Chim được đặt danh pháp là Trochilus bilophus vào năm 1820 bởi nhà động vật học người Hà Lan Coenraad Jacob Temminck. Bản báo cáo vào năm 1820 này chỉ bao gồm một hình ảnh minh họa một cá thể đực được thu thập vào năm 1816 bởi nhà tự nhiên học người Đức Công tước Maximilian xứ Wied-Neuwied ở Campos Gerais, Brazil. Trong một bản mô tả về loài mới vào vài năm sau, Temminck và cộng sự đã đồng thuận rằng Wied-Neuwied là người đã khám phá ra loài này vì ông là một trong những người đầu tiên mang mẫu vật đến châu Âu. Vào năm 1821, Wied-Neuwied đã xuất bản bài báo cáo của ông về loài này và ông đã đặt danh pháp là T. cornutus, nhưng danh pháp do Temminck đặt là bilophus được ưu tiên sử dụng hơn do danh pháp đó đã được xuất bản một năm trước. Vào năm 1831, nhà động vật học người Đức Friedrich Boie đã phân loại loài này vào chi Heliactin. Cho đến ngày nay, loài này đã được công nhận là thành viên duy nhất trong chi Heliactin. Vào năm 1921, nhà tự nhiên học người Pháp Eugène Simon đã nhầm lẫn rằng bản báo cáo của Temminck được xuất bản vào 1824 thay vì là năm 1820 và vì vậy đã ưu tiên sử dụng danh pháp của Wied-Neuwied là cornutus. Cho dù lỗi này đã được chỉ ra vào năm 1999, một số nhà điểu học vẫn cho rằng danh pháp của Temminck là bilophus đã trở thành danh pháp bị lãng quên (nomen oblitum) và tiếp tục sử dụng danh pháp của Wied-Neuwied là H. cornutus. Mẫu vật được minh họa bởi Temminck vào năm 1820 hiện được coi là mẫu định danh của loài và là một phần của bộ sưu tập của Trung tâm Đa dạng Sinh học Tự nhiên ở Leiden.
Tên chi Heliactin bắt nguồn từ hai từ tiếng Hy Lạp với "helios" nghĩa là "mặt trời" và "aktin" có nghĩa là "tia nắng", còn tên loài bilophus được ghép từ tiếng Latinh "bi" mang nghĩa là "hai" và từ tiếng Hy Lạp "lophus" mang nghĩa là "mào". Tên Tiếng Anh "Horned sungem" là tên chính thức được đặt bởi Liên minh Điểu học Quốc tế (IOU).

### Phân loại
Heliactin bilophus nằm trong họ Chim ruồi và là thành viên của phân họ Polytminae. Polytminae bao gồm 27 loài thuộc 12 chi và được cho là có nguồn gốc từ khoảng 18 triệu năm trước. Phân tích di truyền cho thấy phân họ này có thể được chia thành ba nhóm: Colibri, Heliothryx và Anthracothorax. Nhóm Colibri có thể được tìm thấy ở vùng núi và hai nhóm còn lại chủ yếu được tìm thấy ở vùng đất thấp nhiệt đới. Heliactin bilophus thuộc nhóm Heliothryx cùng với Androdon aequatorialis, Heliothryx auritus và Heliothryx barroti.

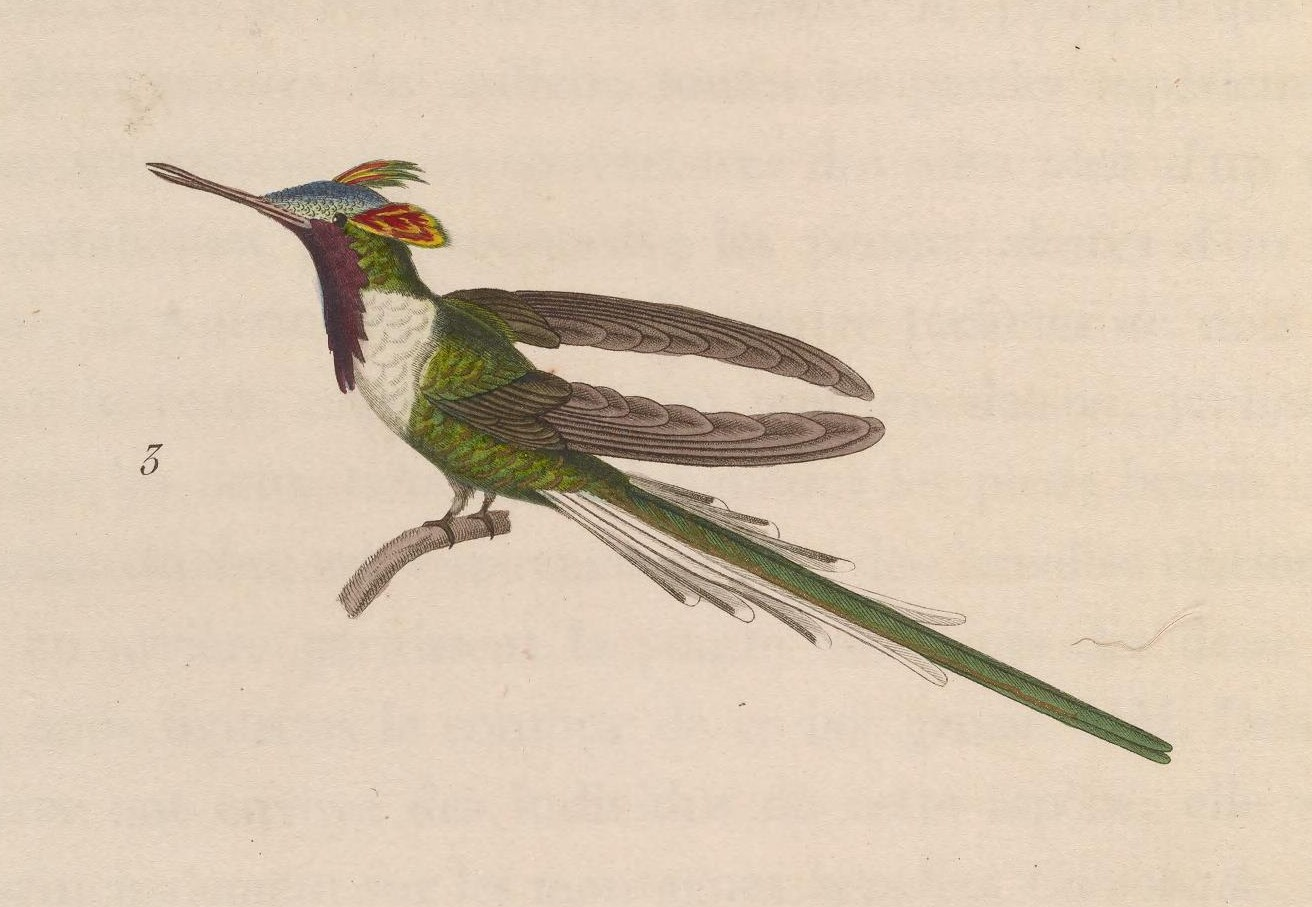
Một hình ảnh vẽ lại mẫu định danh của loài Heliactin bilophus trong bản báo cáo vào năm 1820

Sơ đồ nhánh sau đây dựa trên thông tin di truyền thể hiện mối quan hệ của loài Heliactin bilophus trong phân họ Polytminae:
|  | Androdon aequatorialis                                                    |
|  |                                                                           |
|  | \| \| Heliothryx auritus \| \| \| \| \| \| Heliothryx barroti \| \| \| \| |
|  |                                                                           |
|  | Heliothryx auritus                                                        |
|  |                                                                           |
|  | Heliothryx barroti                                                        |
|  |                                                                           |

|  | Heliothryx auritus |
|  |                    |
|  | Heliothryx barroti |
|  |                    |

|  | Androdon aequatorialis                                                    |
|  |                                                                           |
|  | \| \| Heliothryx auritus \| \| \| \| \| \| Heliothryx barroti \| \| \| \| |
|  |                                                                           |
|  | Heliothryx auritus                                                        |
|  |                                                                           |
|  | Heliothryx barroti                                                        |
|  |                                                                           |

|  | Heliothryx auritus |
|  |                    |
|  | Heliothryx barroti |
|  |                    |

|  | Androdon aequatorialis                                                    |
|  |                                                                           |
|  | \| \| Heliothryx auritus \| \| \| \| \| \| Heliothryx barroti \| \| \| \| |
|  |                                                                           |
|  | Heliothryx auritus                                                        |
|  |                                                                           |
|  | Heliothryx barroti                                                        |
|  |                                                                           |

|  | Heliothryx auritus |
|  |                    |
|  | Heliothryx barroti |
|  |                    |

|  | Androdon aequatorialis                                                    |
|  |                                                                           |
|  | \| \| Heliothryx auritus \| \| \| \| \| \| Heliothryx barroti \| \| \| \| |
|  |                                                                           |
|  | Heliothryx auritus                                                        |
|  |                                                                           |
|  | Heliothryx barroti                                                        |
|  |                                                                           |

|  | Heliothryx auritus |
|  |                    |
|  | Heliothryx barroti |
|  |                    |

|  | Androdon aequatorialis                                                    |
|  |                                                                           |
|  | \| \| Heliothryx auritus \| \| \| \| \| \| Heliothryx barroti \| \| \| \| |
|  |                                                                           |
|  | Heliothryx auritus                                                        |
|  |                                                                           |
|  | Heliothryx barroti                                                        |
|  |                                                                           |

|  | Heliothryx auritus |
|  |                    |
|  | Heliothryx barroti |
|  |                    |

|  | Androdon aequatorialis                                                    |
|  |                                                                           |
|  | \| \| Heliothryx auritus \| \| \| \| \| \| Heliothryx barroti \| \| \| \| |
|  |                                                                           |
|  | Heliothryx auritus                                                        |
|  |                                                                           |
|  | Heliothryx barroti                                                        |
|  |                                                                           |

|  | Heliothryx auritus |
|  |                    |
|  | Heliothryx barroti |
|  |                    |

|  | Androdon aequatorialis                                                    |
|  |                                                                           |
|  | \| \| Heliothryx auritus \| \| \| \| \| \| Heliothryx barroti \| \| \| \| |
|  |                                                                           |
|  | Heliothryx auritus                                                        |
|  |                                                                           |
|  | Heliothryx barroti                                                        |
|  |                                                                           |

|  | Heliothryx auritus |
|  |                    |
|  | Heliothryx barroti |
|  |                    |

|  | Androdon aequatorialis                                                    |
|  |                                                                           |
|  | \| \| Heliothryx auritus \| \| \| \| \| \| Heliothryx barroti \| \| \| \| |
|  |                                                                           |
|  | Heliothryx auritus                                                        |
|  |                                                                           |
|  | Heliothryx barroti                                                        |
|  |                                                                           |

|  | Heliothryx auritus |
|  |                    |
|  | Heliothryx barroti |
|  |                    |

|  | Androdon aequatorialis                                                    |
|  |                                                                           |
|  | \| \| Heliothryx auritus \| \| \| \| \| \| Heliothryx barroti \| \| \| \| |
|  |                                                                           |
|  | Heliothryx auritus                                                        |
|  |                                                                           |
|  | Heliothryx barroti                                                        |
|  |                                                                           |

|  | Heliothryx auritus |
|  |                    |
|  | Heliothryx barroti |
|  |                    |

|  | Androdon aequatorialis                                                    |
|  |                                                                           |
|  | \| \| Heliothryx auritus \| \| \| \| \| \| Heliothryx barroti \| \| \| \| |
|  |                                                                           |
|  | Heliothryx auritus                                                        |
|  |                                                                           |
|  | Heliothryx barroti                                                        |
|  |                                                                           |

|  | Heliothryx auritus |
|  |                    |
|  | Heliothryx barroti |
|  |                    |

|  | Androdon aequatorialis                                                    |
|  |                                                                           |
|  | \| \| Heliothryx auritus \| \| \| \| \| \| Heliothryx barroti \| \| \| \| |
|  |                                                                           |
|  | Heliothryx auritus                                                        |
|  |                                                                           |
|  | Heliothryx barroti                                                        |
|  |                                                                           |

|  | Heliothryx auritus |
|  |                    |
|  | Heliothryx barroti |
|  |                    |

|  | Androdon aequatorialis                                                    |
|  |                                                                           |
|  | \| \| Heliothryx auritus \| \| \| \| \| \| Heliothryx barroti \| \| \| \| |
|  |                                                                           |
|  | Heliothryx auritus                                                        |
|  |                                                                           |
|  | Heliothryx barroti                                                        |
|  |                                                                           |

|  | Heliothryx auritus |
|  |                    |
|  | Heliothryx barroti |
|  |                    |

|  | Androdon aequatorialis                                                    |
|  |                                                                           |
|  | \| \| Heliothryx auritus \| \| \| \| \| \| Heliothryx barroti \| \| \| \| |
|  |                                                                           |
|  | Heliothryx auritus                                                        |
|  |                                                                           |
|  | Heliothryx barroti                                                        |
|  |                                                                           |

|  | Heliothryx auritus |
|  |                    |
|  | Heliothryx barroti |
|  |                    |

|  | Androdon aequatorialis                                                    |
|  |                                                                           |
|  | \| \| Heliothryx auritus \| \| \| \| \| \| Heliothryx barroti \| \| \| \| |
|  |                                                                           |
|  | Heliothryx auritus                                                        |
|  |                                                                           |
|  | Heliothryx barroti                                                        |
|  |                                                                           |

|  | Heliothryx auritus |
|  |                    |
|  | Heliothryx barroti |
|  |                    |

|  | Androdon aequatorialis                                                    |
|  |                                                                           |
|  | \| \| Heliothryx auritus \| \| \| \| \| \| Heliothryx barroti \| \| \| \| |
|  |                                                                           |
|  | Heliothryx auritus                                                        |
|  |                                                                           |
|  | Heliothryx barroti                                                        |
|  |                                                                           |

|  | Heliothryx auritus |
|  |                    |
|  | Heliothryx barroti |
|  |                    |

|  | Androdon aequatorialis                                                    |
|  |                                                                           |
|  | \| \| Heliothryx auritus \| \| \| \| \| \| Heliothryx barroti \| \| \| \| |
|  |                                                                           |
|  | Heliothryx auritus                                                        |
|  |                                                                           |
|  | Heliothryx barroti                                                        |
|  |                                                                           |

|  | Heliothryx auritus |
|  |                    |
|  | Heliothryx barroti |
|  |                    |

## Phân bố
Heliactin bilophus được phát hiện nhiều ở miền trung Brazil. Gần đây, chúng đã mở rộng phạm vi sống sang phía Nam bang Amazonas và bang Espírito Santo, có thể là do khả năng thích nghi với môi trường nhân tạo và nạn phá rừng gây ra. Ngoài ra, chúng còn được tìm thấy ở một số khu vực nhỏ ở miền nam Suriname và bang Amapá và có báo cáo ghi nhận sự xuất hiện của loài này bên ngoài phạm vi sống thông thường ở bang Acre. Tổng diện tích sinh sống của chúng được ước tính là 6.490.000 km2 (2.510.000 dặm vuông Anh). Liên minh Bảo tồn Thiên nhiên Quốc tế (IUCN) coi loài này là không phổ biến, mặc dù một số nguồn khác đã mô tả nó là "phổ biến cục bộ" hoặc "phổ biến".

## Hành vi

### Chế độ ăn uống và kiếm ăn
Phần lớn các loài chim ruồi là động vật ăn mật hoa và là những loài thụ phấn quan trọng. Heliactin bilophus lấy mật hoa từ nhiều loài hoa khác nhau như Palicoure rigida, Bauhinia tenella, Cuphea linarioides, Zeyheria montana và Calliandra sincorana  và chúng ưa những bông hoa nằm gần mặt đất. Chúng cũng bắt côn trùng nhỏ khi bay.
Một số loài chim ruồi sẽ cướp mật hoa nếu hình dạng của hoa không khớp với mỏ của chúng bằng cách đâm xuyên qua phần gốc của tràng hoa để có thể tiếp cận mật hoa mà không cần thụ phấn. Các loài chim ruồi của nhóm Colibri và Heliothryx bao gồm Heliactin bilophus có phần đầu mỏ chim nghiên về một bên với góc lớn hơn bất kỳ loài chim ruồi nào khác. Hình dạng của mỏ chim được mô tả là giống với hình dao găm gần như là do sự thích nghi với việc đục lỗ trên hoa để cướp mật hoa. Một nghiên cứu vào năm 2016 đã xác nhận việc cướp mật hoa ở loài Heliactin bilophus là đúng khi các cá thể được quan sát đã cướp mật hoa từ cây Amphilophium elongatum và một loài thuộc chi Sinningia. Tuy nhiên, họ không thể quan sát được liệu các lỗ hở được sử dụng để lấy mật hoa có phải do loài đó tạo ra hoặc do một loài chim ruồi khác hay thậm chí là do côn trùng tạo ra hay không. Việc cướp mật hoa của loài này có thể là một chiến lược sinh tồn quan trọng của loài này trong thời kỳ thiếu thức ăn.
Loài Heliactin bilophus có mùa sinh sản từ tháng 6 đến tháng 10 nhưng trong một số trường hợp thì sẽ sinh sản sớm vào tháng 4. Chim mẹ sẽ tự làm tổ, ấp trứng và chăm sóc con non. Chúng làm tổ từ vật liệu mềm và mạng nhện. Tổ chim có đường kính là 2,9 cm (1,1 in) và có chiều cao là 1,95 cm (0,77 in). Trứng của chúng màu trắng, có hình elip với kích thước 11 mm × 8 mm (0,43 in × 0,31 in) và có trọng lượng 0,29 g (0,010 oz). Một nghiên cứu vào năm 2012 đã theo dõi một tổ chim của loài này và phát hiện rằng tổ chim đã được tái sử dụng cho lần sinh sản thứ hai của cùng một mùa sinh sản. Độ dài thế hệ trung bình của loài này được ước tính là 4,2 năm.